# Auburn (Indiana)
Auburn és una població dels Estats Units a l'estat d'Indiana. Segons el cens del 2000 tenia 12.074 habitants.

## Demografia
Segons el cens del 2000, Auburn tenia 12.074 habitants, 4.927 habitatges, i 3.202 famílies. La densitat de població era de 701 habitants per km².
Dels 4.927 habitatges en un 33,4% hi vivien nens de menys de 18 anys, en un 51,2% hi vivien parelles casades, en un 10,1% dones solteres, i en un 35% no eren unitats familiars. En el 30,1% dels habitatges hi vivien persones soles el 12,2% de les quals corresponia a persones de 65 anys o més que vivien soles. El nombre mitjà de persones vivint en cada habitatge era de 2,41 i el nombre mitjà de persones que vivien en cada família era de 2,99.
Per edats la població es repartia de la següent manera: un 26,4% tenia menys de 18 anys, un 9,2% entre 18 i 24, un 30,7% entre 25 i 44, un 19,9% de 45 a 60 i un 13,7% 65 anys o més.
L'edat mediana era de 34 anys. Per cada 100 dones de 18 o més anys hi havia 89 homes.
La renda mediana per habitatge era de 42.762 $ i la renda mediana per família de 52.687 $. Els homes tenien una renda mediana de 38.007 $ mentre que les dones 24.414 $. La renda per capita de la població era de 20.945 $. Entorn del 2,9% de les famílies i el 5,2% de la població estaven per davall del llindar de pobresa.

## Poblacions més properes
El següent diagrama mostra les poblacions més properes.